# 変態ぞうさん 私の桃色指導
『変態ぞうさん 私の桃色指導』（へんたいぞうさん わたしのももいろしどう）は、東盛直道監督の日本映画。2022年12月9日公開。

## 概要
OP PICTURES新人監督発掘プロジェクト2020審査員特別賞受賞作。上司のパワーハラスメントに悩む男を、性感帯を開発することで応援するピンクコメディ。
夕刊フジ・田中宏子は「（主演の）白桃の清楚さもあって、これまでのSM映画とは一線を画す」と論評。
監督である東盛は「（SM映画としては）変化球を投げてみた。コメディータッチのソフトSMって感じ」と述べている。
ライターの切通理作は、営業成績の悪さを上司や同僚とのセックスでカバーしていくという流れの作品はこれまでのピンク映画、ポルノ映画であったものの、逆らえなくなっていくのが女性ではなく男性側というのが今日的時代性を表していると筆致している。
2023年11月3日、『変態ぞうさん 悦楽の桃色調教』のタイトルでスターボードからDVD発売。

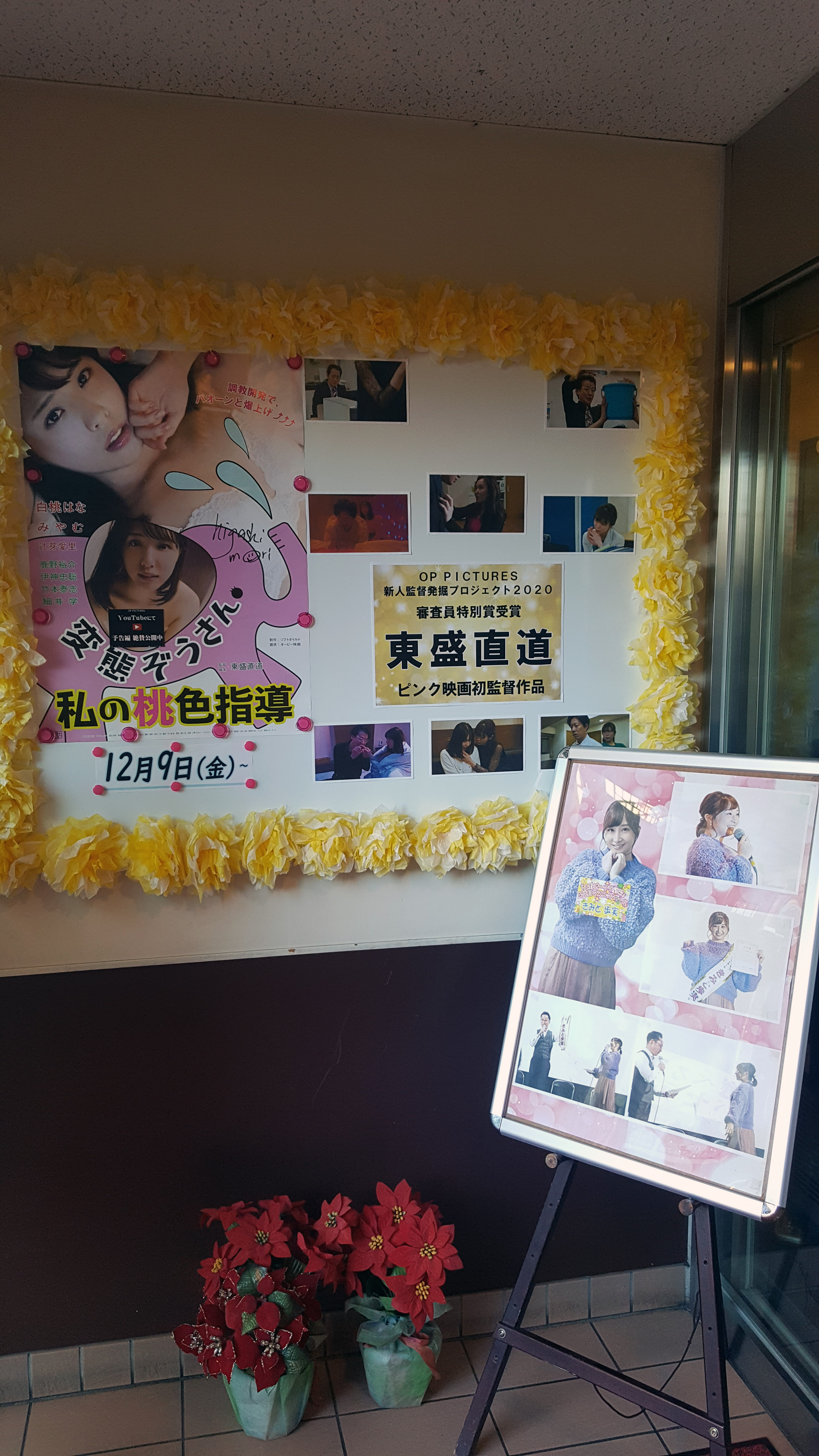
上野オークラ劇場
エントランス。
左のポスターには監督である
東盛のサインが記述してある
（2022年12月）

## あらすじ
零細保険会社エレファント保険のとある支社の営業部。契約の取れない新人営業マン・小森は権田部長に毎日のようにどやされ、怒られ、反省を態度で表すスクワットを課せられていた。
同じように契約の伸びないミナミが帰社するも彼女には叱咤することなく甘い部長。ミナミは権田部長の不倫相手であり、日々夜を共にするような間柄であったのだ。
しかし、ミナミもぞんざいな扱いを受けており関係性に疲れていた。
妻と色違いのおそろいだというのネックレスを権田部長からもらうも帰りに捨てると、肩を落とした小森と出会い、飲み会帰りだという上司の丸岡と市川とも鉢合わせ、丸岡の自宅で二次会を行うことになった。
権田部長の悪口山手線ゲームなどで盛り上がる中、酔いつぶれて眠ってしまうミナミ。
真夜中に目が覚め、ぐちょぐちょと音の鳴るほうに足を進めると、隣の部屋では全裸で調教を受ける市川と、調教をする丸岡の姿があった。
まずいものを目にしてしまったと思うミナミであったが、後ろには寝ぼけまなこの小森がいた。

## 登場人物

### エレファント保険
伊藤ミナミ
演 - 白桃はな

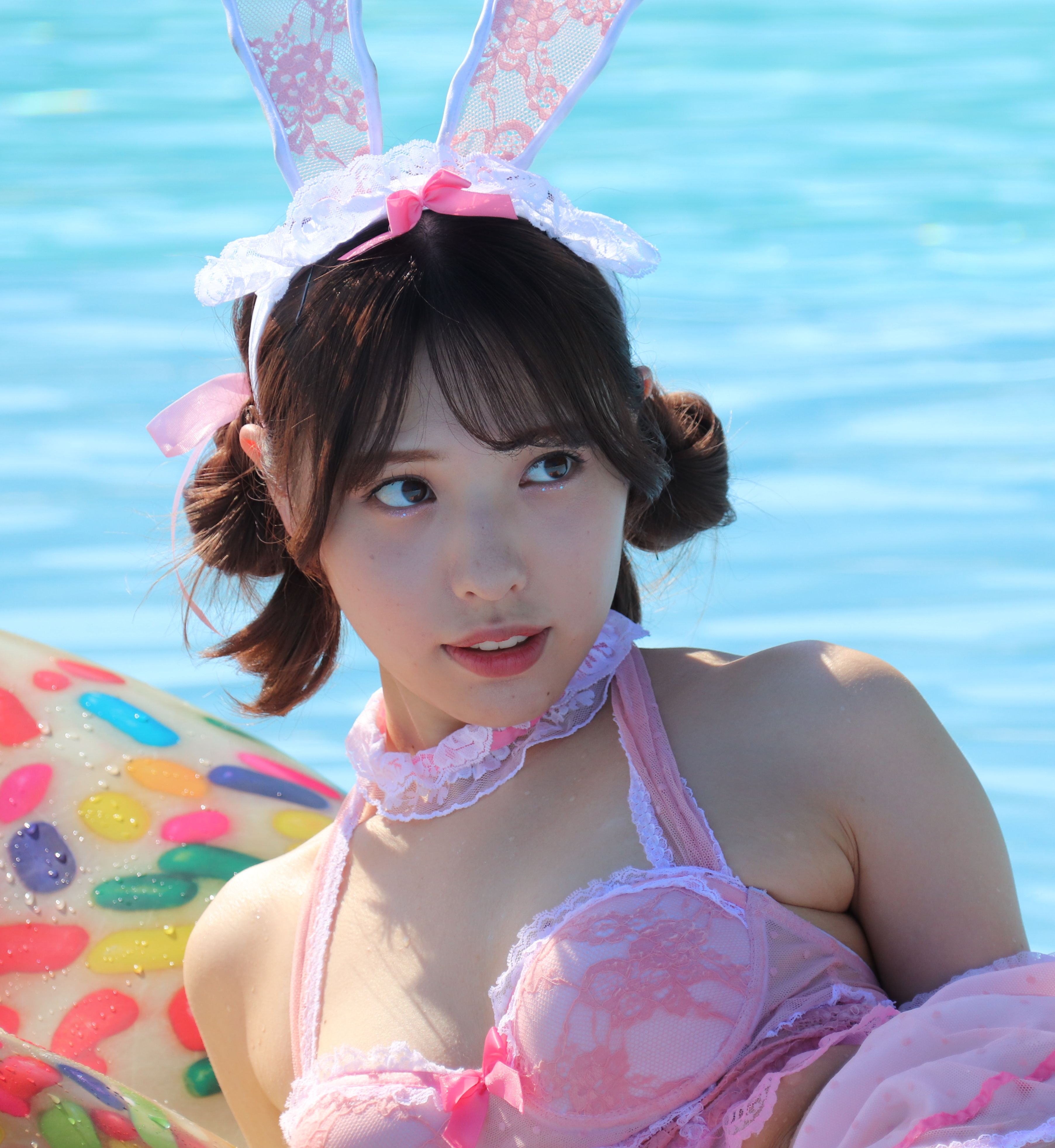
主演の白桃はな

保険の外回り営業担当。営業力は小森程でないにしても弱く、前向きながらも人に流されやすい性格で権田部長と不倫関係にある。本名は漢字表記の南。
先輩である丸山から乳首とアナルの調教を教わることで、甘サド癖に目覚め、人生が変わっていく。
演じた白桃は映画初出演、初主演となり、台本に気になる点を書き込んで撮影に臨んだ。
小森
演 - 鹿野裕介
契約の取れない営業マン。数字に弱く、見積書の数字をよく間違える。権田部長から体罰まがいのパワハラを受けている。
趣味はモノクロ洋画鑑賞。ミナミと秘密の共有をしたことをきっかけに、ミナミから性の開発を受けドM性が開花。
虐げられることも喜びに替わっていったことや、鏡の前での乳首責めで自分がどうみられているかを認識できるようになり、営業成績も上がっていく。
丸岡リョウコ
演 - みやむ
職場の裏女王。ミナミの上司。自宅には会社の販促物と思われるゾウのぬいぐるみが置いてある。
男性を調教し開発することに生きがいを感じており、裏では市原をペットのように飼っている。性開発の喜びを後輩であるミナミにも伝える。
市原
演 - 伊神忠聡
小森の先輩で契約獲得No.1の男。実は丸山の従順なM奴隷。しかし貞操帯を付けられたことで、丸山から解放されたい欲が芽生え始める。
権田
演 - 竹本泰志
パワハラや不倫を繰り返す部署を司る悪の権化。常にゴルフクラブを持ち歩いている。
“不倫相手になるということは細やかな気遣いが必要であり、それは営業職にも役に立つ”が持論。

### その他の人物
アヤコ
演 - 辻芽愛里
自転車泥棒を繰り返す指名手配犯。鍵開けの達人。
演じる辻は様々演技プランをもって撮影に挑んだ。
伊藤
演 - 細井学
保険営業相手の癖強の顧客。

## スタッフ
- 監督・脚本・編集：東盛直道[1]
- プロデューサー：澄田尚幸[1]
- 音楽：荒川仁（東京 Clock Wise）[1]
- 撮影・照明：田中一光[1]
- 録音：五十嵐猛[1]
- 整音：阪口和[1]
- 衣装：小栗はるひ[1]
- ヘアメイク：松森実衣[1]
- ヘアメイク応援：竹山樹蘭[1]
- 衣装応援：梅川葉月[1]
- 制作担当：鶴丸彩[1]
- 助監督：古田七海、東海林怜水[1]
- 撮影助手：大賀健護、松尾凌我、鈴木源也、梶谷裕治[1]
- 音楽協力：神蔵守（東京 Clock Wise）、三浦世名（東京 Clock Wise）[1]
- 小道具協力：小川春佳[1]
- 製本協力：赤熊謙一[1]
- 協力：プラネアール、cafeCOMADO
- 仕上げ：東映ラボ・テック[1]
- 制作：ソフトボイルド[1]
- 提供：オーピー映画[1]